# Sony Xperia Z3+
Das Sony Xperia Z3+ ist ein Android-Smartphone der Xperia-Serie von Sony. Es wurde am 20. April 2015 als Nachfolger des Xperia Z3 vorgestellt. Da das Z4 zuerst nur für Japan angekündigt war, wurde der Verkaufsstart am 26. Mai 2015 auch für Deutschland bestätigt, hier wird das Z4 aber als Xperia Z3+ verkauft. Das Z3+ unterscheidet sich hauptsächlich durch den verbauten Snapdragon 810-SoC, der einen neuen 64-Bit-Achtkern-Prozessor und eine verbesserte Grafikeinheit mit dem Namen „Adreno 430“ beinhalten, und der 5 Megapixel Frontkamera mit Weitwinkelobjektiv. Weitere leichte optische Änderungen betreffen den Rahmen, welcher nun mehr glänzt und die Stereo-Lautsprecher, welche nun am Rand der Frontpartie platziert sind. Die Abmessungen haben sich leicht um 0,1 mm bis 0,4 mm verringert, wodurch das Xperia Z3+ bei gleicher Displaygröße im Vergleich zum Xperia Z3 kompakter geworden ist und auch das Gewicht hat sich um 8 Gramm verringert.
Das Xperia Z3+ wurde mit der Android-Version 5.0 Lollipop mit Sony UI ausgeliefert. Ein Update auf die Version 7 Nougat wurde ab Dezember 2016 verteilt.

## Display
Das Sony Xperia Z3+ besitzt ein 5,2 Zoll (13,2 cm) großes Triluminos-LC-Display mit einer Auflösung von 1080 × 1920 Pixeln (ca. 424 ppi Pixeldichte) und einem Farbraum von 16 Millionen Farben. Der integrierte X-Reality for mobile Bildprozessor unterstützt dabei den Grafikprozessor Adreno 430.

Der Touchscreen unterstützt zudem Multi-Touch-Gesten mit bis zu zehn Fingern.

## Kamera
Mit dem 1/2.3 inch Exmor RS for mobile erlaubt die Kamera eine HDR-Videoaufnahme. Zudem bietet die 20,7-MP-Hauptkamera – neben der 5,1-MP-Frontkamera, welche auch fähig ist 88° Weitwinkelaufnahmen anzufertigen – weitere Leistungsmerkmale wie ein Blitzlicht mit pulsierender LED, Autofokus, Fokussieren und Aufnahme durch Tippen, Geotagging, einen Bildstabilisator, Rote-Augen-Reduzierung, Selbstauslöser und eine Gesichts- und Lächelerkennung. Zur Verbesserung der Fotoqualität wurde der Bildsensor um eine Sony-G-Lens-Optik mit einer Blende F 2.0 und einem leistungsfähigen BIONZ-Bildprozessor ergänzt, wie ihn z. B. auch einige Sony-Alpha- und NEX-Modelle besitzen.

## Design
Das Aussehen des Xperia Z3+ wurde nach dem OmniBalance-Konzept entwickelt, wobei die Vorder- bzw. Hinterseite mit Glas beschichtet sind und von einem Metallrahmen in der Mitte unterstützt werden. Dieser glänzt nun auch mehr als beim Vorgänger. Die Ecken sind aus Nylon, um so vor Sturzfolgen besser zu schützen, wobei diese ebenfalls mehr glänzen als noch beim Xperia Z3. Mit 6,9 mm Dicke ist das Xperia Z3+ etwas dünner als das Xperia Z3. Die Farbvarianten Schwarz und Weiß und Kupfer sind gleich geblieben, die Farbe Mint wurde jedoch durch einen silbernen Ton mit schwarzer Frontpartie ersetzt.

## Festigkeit
Das Gehäuse des Xperia Z3+ ist wie beim Vorgänger Xperia Z3 wasser- und staubdicht nach dem IP68-Standard. Das bedeutet, dass Staub in jeglicher Form und ein 30-minütiges Versinken in 1,5 m tiefem Wasser keine Schäden hervorruft.

## Bewertung und Kritik
In Expertentests wie z. B. der Zeitschrift „Connect“ werden insbesondere die Ausdauer und die unter Festigkeit beschriebene Wasserdichtigkeit gelobt, aber die Kamera, welche seit dem Xperia Z1 fast die gleiche Qualität bietet und somit nicht mehr auf der Höhe von Kameras der Konkurrenten ist, kritisiert.

## Preisentwicklung
Am 25. Januar 2016 senkte Sony die UVP des Z3+ in Deutschland von 699 € auf 449 €. Das entspricht einer Preissenkung von 250 €. Grund dafür war, dass der Nachfolger Xperia Z5 schon mit derselben UVP auf dem Markt war und das Xperia Z3+ so keinen preislichen Vorteil gegenüber diesem hatte.